# Carl Ludwig Willdenow
Carl Ludwig Willdenow est un botaniste et pharmacien allemand, né à Berlin le 22 août 1765, mort dans la même ville le 10 juillet 1812.

## Biographie
Après avoir appris la pharmacie, il étudie la médecine et la botanique à l'université de Halle (Saxe-Anhalt), et obtient en 1789 le titre de docteur en médecine. Il est directeur du jardin botanique de Berlin de 1801 jusqu'à sa mort. On lui doit l'étude de nombreuses plantes d'Amérique du Sud, rapportées par les explorateurs Alexander von Humboldt et Aimé Bonpland. Il s'est beaucoup intéressé à l'adaptation des plantes au climat, montrant qu'un même climat abritait des plantes ayant des caractéristiques communes. Son herbier, contenant plus de 20 000 espèces, est conservé au Jardin botanique de Berlin.

## Liste partielle des publications
- Florae Berolinensis prodromus (1787)
- Grundriß der Kräuterkunde (1792)
- Berlinische Baumzucht (1811)
- Linnaei species plantarum [...] editio quarta[1] (1798-1826, 6 volumes)
- Anleitung zum Selbststudium der Botanik (1804 ; 4. Aufl. 1832)
- Enumeratio plantarum horti regii botanici Berolinensis (1809)
- Hortus Berolinensis (1816)

### Réédition augmentée
- João de Loureiro, Flora Cochinchinensis : sistens plantas in regno Cochinchina nascentes : quibus accedunt aliae observatae in Sinensi imperio, Africa orientali, Indiaeque locis variis : omnes dispositae secundum systema sexuale Linnaeanum denuo in Germania edita, avec notes et corrections de Carl Ludwig Willdenow, 1793 : t. 1 ; t. 2 — Deux volumes, en pagination continue : 882 pages

## Espèces portant son nom
- Carex willdenowii Schkuhr ex Willd.
- Croton willdenowii G.L.Webster
- Quercus willdenowiana (sv) (Dippel) Beissner, Schelle & Zabel (pro sp.)
- Selaginella willdenowii (Desv. ex Poir.) Baker
- Trifolium willdenovii (en) Spreng.